# Härom natten
Härom natten (originaltitel: About Last Night...) är en amerikansk långfilm från 1986 i regi av Edward Zwick. Manuset är baserat på David Mamets pjäs Sexual Perversity in Chicago.

## Handling
Danny och Debbie möter varandra på en pub i Chicago och har ett one-night stand. Först verkar det som om det inte skulle bli mer men de upptäcker att de gillar varandra. Det dröjer inte länge innan de flyttar ihop men snart börjar de upptäcka varandras fel.

## Rollista (urval)
- Rob Lowe - Danny Martin
- Demi Moore - Debbie Sullivan
- James Belushi - Bernie Litgo
- Elizabeth Perkins - Joan
- George DiCenzo - Mr. Favio
- Robin Thomas - Steve Carlson
- Megan Mullally - Pat
- Rosanna DeSoto - Mrs. Lyons
- Tim Kazurinsky - Colin
- Kevin Bourland - Ira
- Catherine Keener - cocktailservitris